# Corrimiento de tierra de Santa María Tlahuitoltepec

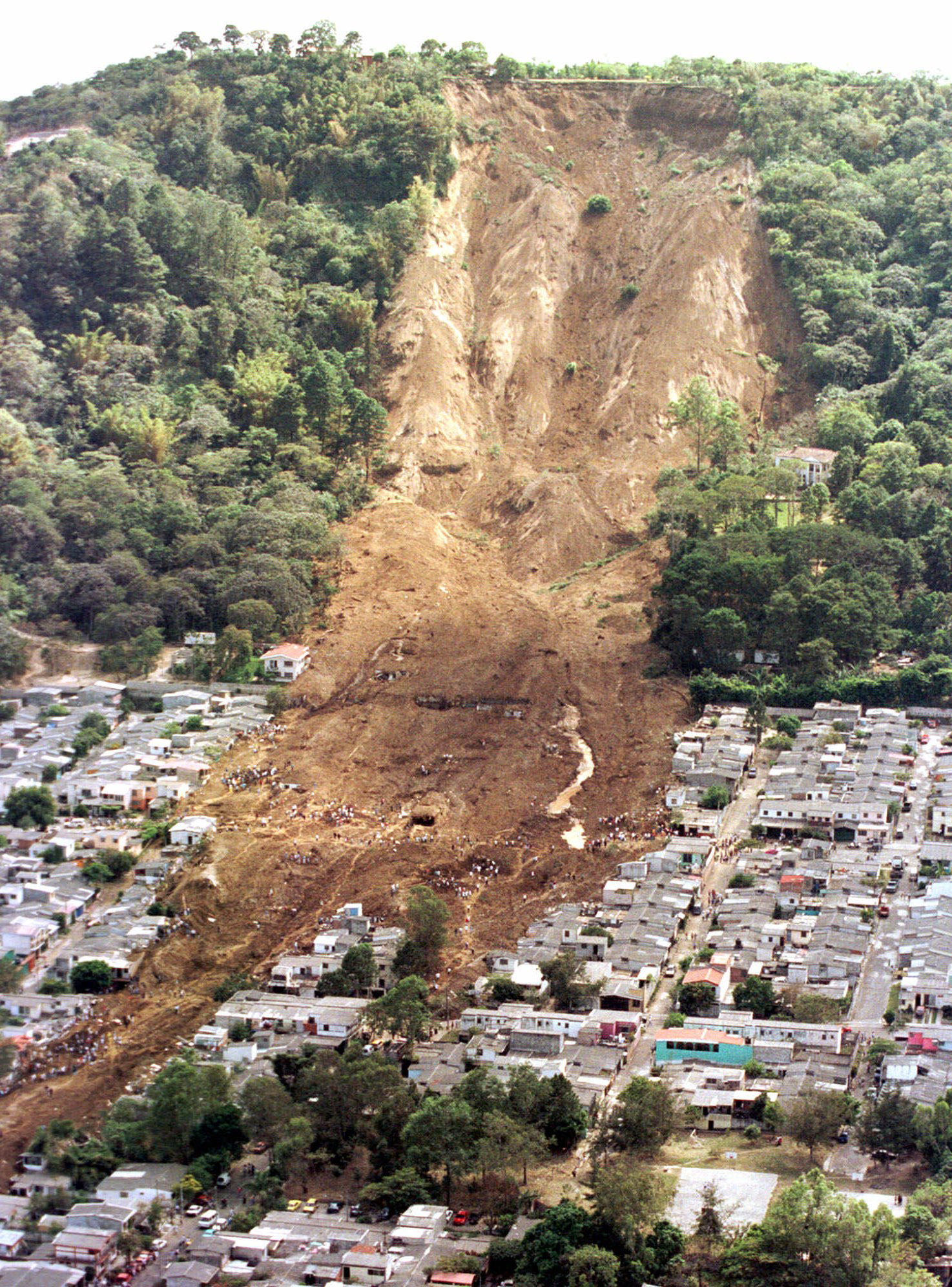
Un corrimiento de tierra provocado por el terremoto que sacudió El Salvador el 13 de enero de 2001.

El corrimiento de tierra en Santa María Tlahuitoltepec, Oaxaca, ocurrió en las primeras horas del 28 de septiembre de 2010, causando el fallecimiento de once habitantes y que un número indeterminado de casas sufrieran daños. El deslizamiento ocurrió tras fuertes lluvias remanentes de la Tormenta tropical Matthew.

## Antecedentes

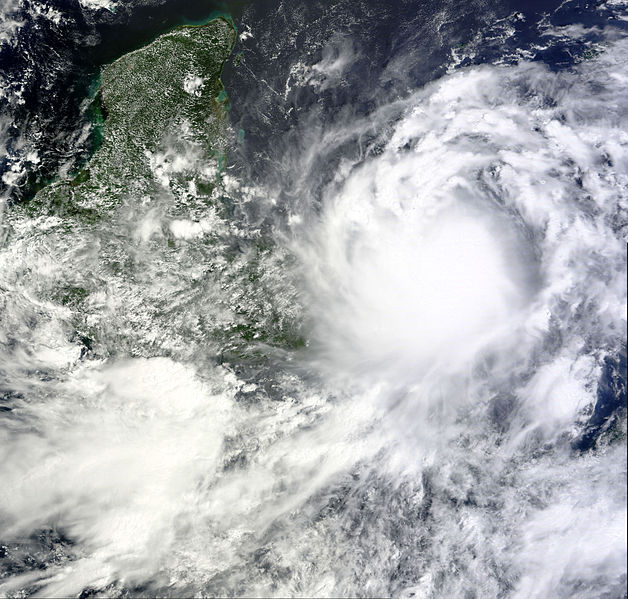
Fotografía satelital de la tormenta tropical Matthew.

Durante las últimas semanas de septiembre México experimentó fuertes lluvias debido a remanentes de la tormenta tropical Matthew, que causaron emergencias en otros estados de México además de Oaxaca, como Veracruz, Tabasco y Chiapas. La ciudad de Santa María Tlahuitoltepec se encuentra en una zona serrana y es poblada en su mayoría por indígenas mixes. Medios locales reportaron que, tras varios días de lluvias, había hundimientos, una advertencia de reblandecimiento y daños en casas en el terreno en la zona donde ocurrió la tragedia, la cual presuntamente pudo ser prevenida ya que existían reportes de Protección Civil mucho antes de ocurrido el suceso.

## Deslizamiento
Algunas casas quedaron sepultadas por una franja de 200 metros del cerro en la Sierra Juárez, que por los deslaves ocurridos en las carreteras, está a cuatro horas de la capital del estado vía Mitla, informó previamente el director del Instituto Estatal de Protección Civil, Carlos Ramos Aragón.
Los hechos ocurrieron a las 04:00 horas, por lo que la mayoría de los habitantes se encontraba en sus hogares, y las autoridades comunales refirieron que la tragedia ocurrió, al parecer, por el reblandecimiento de la tierra a consecuencia de las lluvias. Hay una cifra indeterminada de víctimas y de daños materiales, y se desconoce si hubo sobrevivientes.

## Labores de las autoridades
El gobernador de Oaxaca Ulises Ruiz Ortiz también refirió que un avión Hércules viajará en las próximas horas a la entidad con maquinaria pesada y rescatistas, cuyo envío se ha coordinado con la Secretaría de Gobernación y la Comisión Federal de Electricidad.
La emergencia llevó a elementos de cuerpos de emergencia locales, del Ejército Mexicano, la Secretaría de Marina, de la Policía Federal y peritos y agentes del Ministerio Público a desplazarse a esa zona por tierra y aire, junto con una centena de rescatistas de distintas instituciones públicas y civiles, así como personal de los Servicios de Salud del estado.
Además, el sistema de Protección Civil local ha enviado elementos caninos para las tareas de rastreo de personas.
Sin embargo, el acceso a la zona se dificulta por otros deslaves ocurridos en los caminos al lugar, como el que sucedió en la carretera San Pedro y San Pablo Ayutla - Tlahuitoltepec Mixes, de acuerdo con Manuel Maza, director de los bomberos de Oaxaca.
Tanto Ruiz como Gabino Cué Monteagudo, gobernador electo de la entidad, cancelaron la reunión que sostendrían esta mañana con diputados en el Distrito Federal para crear una estrategia, en busca de incrementar el presupuesto que recibirá en 2011 la entidad.

## Saldo final
Un total de once habitantes fallecieron que al parecer formaban parte de dos únicas familias.
- Luisa Cardozo Núñez, de 40 años de edad.
- José Luis Hernández Cardozo, de 14 años.
- Verónica Hernández Cardozo, de 12 años.
- Eduardo Hernández, de 40 años de edad.
- Ramón Hernández Cardozo, de 10 años
- Teodora Hernández Cardozo, de 17 años.
- Diana Hernández González, de 16 años de edad
- Jacqueline Hernández González, de 14 años
- Félix Antonio Hernández González, de cinco años
- Carolina González Gómez, de 45 años
- Herculano Hernández Pacheco, de 39 años.